# تشارلي هانفورد
تشارلي هانفورد (بالإنجليزية: Charlie Hanford)‏ هو لاعب كرة قاعدة أمريكي، ولد في 3 يونيو 1882 في Tunstall, Staffordshire ‏ في المملكة المتحدة، وتوفي في 19 يوليو 1963 في ترنتون في الولايات المتحدة.

## وصلات خارجية
- تشارلي هانفورد على موقعبيزبول رفرنس.كوم (الدوري الرئيسي) (الإنجليزية)
- تشارلي هانفورد على موقعبيزبول رفرنس.كوم (الدوري الثانوي) (الإنجليزية)